# توماس بي. راسيل
توماس بي. راسيل (بالإنجليزية: Thomas B. Russell)‏ هو محامي وقاضي أمريكي، ولد في 1945 في لويفيل في الولايات المتحدة.